# Lawrence Edward Watkin
Lawrence Edward Watkin (* 9. Dezember 1901 in New York City; † 16. Dezember 1981 in San Joaquin County, Kalifornien) war ein US-amerikanischer Schriftsteller und Drehbuchautor. Er ist besonders als Drehbuchautor für eine Reihe von Walt-Disney-Filmen der 1950er-Jahre bekannt geworden.

## Leben
Lawrence Edward Watkin war zunächst Englisch-Professor an der Washington and Lee University in Lexington, Virginia. Sein 1937 erschienener Erstling On Borrowed Time (deutsch unter den Titeln Die Gnadenfrist und Der Tod im Apfelbaum erschienen) sollte sein bekanntestes Werk bleiben. Der Roman wurde bereits 1938 von Paul Osborn dramatisiert und mit großem Erfolg am Broadway aufgeführt. Eine deutsche, noch heute regelmäßig gespielte Bühnenfassung erschien unter dem Titel „Der Tod im Apfelbaum“. Eine Hollywood-Verfilmung mit Lionel Barrymore und Sir Cedric Hardwicke folgte 1939. Watkins nächster Roman, Geese in the Forum (1940), war eine Allegorie über Universitätsstrukturen – wobei die Gänse den Lehrkörper darstellten.
1947 beauftragte ihn Walt Disney damit, aus den Leprechaun-Geschichten von Herminie Templeton Kavanagh um Darby O’Gill ein Filmdrehbuch zu fertigen. Das Projekt wurde dann jedoch erst 1959 unter dem Titel Das Geheimnis der verwunschenen Höhle realisiert. Zu diesem Zeitpunkt hatte Watkin allerdings schon zahlreiche weitere Drehbücher für Disney-Produktionen geschrieben. Die erste, die in die Kinos kam, war 1950 Die Schatzinsel, Disneys erster reiner Realspielfilm, für den Watkin die Romanvorlage von Robert Louis Stevenson adaptiert hatte. Es folgten noch drei weitere Drehbücher für in Großbritannien gedrehte Spielfilme des Disney-Studios.
Für die Fernsehshows des Studios entwickelte Watkin zusammen mit anderen auf der Grundlage seines bereits 1942 veröffentlichten Romans Marty Markham auch die enorm erfolgreiche, aber recht banale Serie The Adventures of Spin and Marty (1955), die später weitere Fortsetzungen erfuhr. An dem Disney-Western In geheimer Mission war er auch als Produzent beteiligt.

## Werke

### Romane
- On Borrowed Time. New York und London 1937 (dt. unter den Titeln Die Gnadenfrist. 1947 und Der Tod im Apfelbaum. Roman 1954 erschienen).
- Geese in the Forum. New York und London 1940.
- Thomas Jones and His Nine Lives. New York 1941.
- Gentleman from England. New York 1941.
- Marty Markham. New York 1942.
- Darby O’Gill and the Little People. New York 1959.

### Drehbücher
- 1947: Keeper of the Bees
- 1950: Die Schatzinsel (Treasure Island, nach Robert Louis Stevenson)
- 1950: Im Tal der Biber (Beaver Valley oder In Beaver Valley, Dokumentarfilm)
- 1952: Robin Hood und seine tollkühnen Gesellen (The Story of Robin Hood and His Merrie Men oder The Story of Robin Hood, auch Liedtext)
- 1953: Eine Prinzessin verliebt sich (The Sword and the Rose oder When Knighthood Was in Flower, nach Charles Major)
- 1954: Rob Roy – Der königliche Rebell (Rob Roy, the Highland Rogue)
- 1955: The Adventures of Spin and Marty (Fernsehserie, nach seinem Roman Marty Markham)
- 1956: In geheimer Mission (The Great Locomotive Chase, auch Produzent und Liedtext)
- 1957: The Further Adventures of Spin and Marty (Fernsehserie)
- 1958: The New Adventures of Spin and Marty (Fernsehserie)
- 1958: Das Herz eines Indianers (The Light in the Forest, nach Conrad Richter)
- 1959: Das Geheimnis der verwunschenen Höhle (Darby O’Gill and the Little People, auch Liedertexte, nach Herminie Templeton Kavanagh)
- 1960: Ten Who Dared (auch Lieder)
- 1972: Die Promenadenmischung (The Biscuit Eater, nach James H. Street)